# Wulfila

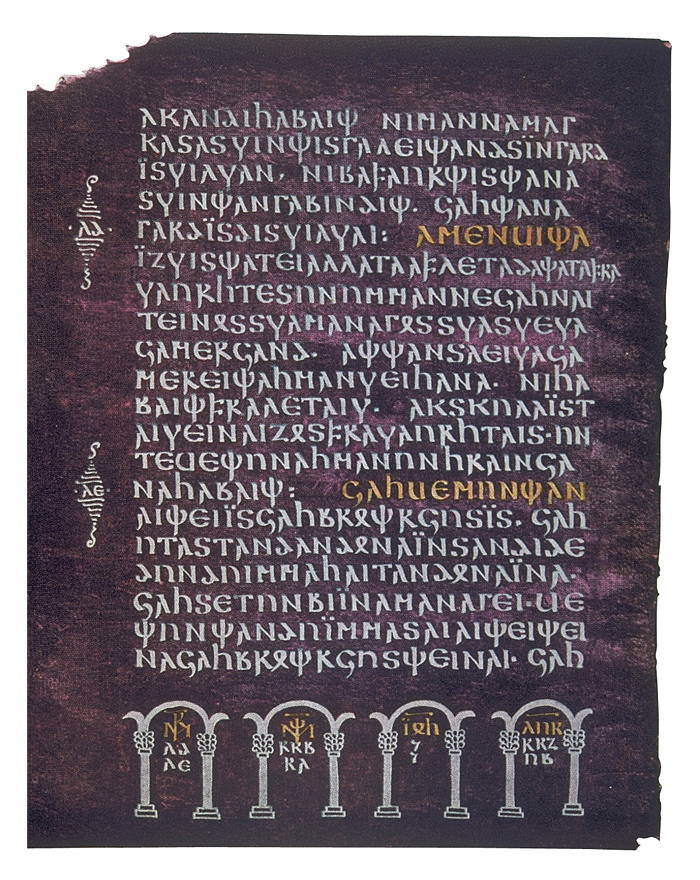
Blatt 16^{v} aus dem Codex Argenteus, einer Abschrift der Wulfilabibel

Wulfila [ˈvʊlfila] (latinisiert Ulfilas, altgriechisch Οὐλφίλας Oulphílas, auch Οὐρφίλας Ourphílas; * um 311; † 383 in Konstantinopel) war ein gotischer Theologe und einer der ersten, wenn nicht der erste Bischof der Terwingen. Als sein besonderes Verdienst gilt die Übersetzung von Teilen der Bibel in die von ihm zu diesem Zweck entwickelte gotische Schrift, erhalten als Codex Argenteus (s. a. Wulfilabibel) mit der gotischen Fassung des Vaterunsers.

## Name
Wulfilas Name ist lateinisch als ulfila und uulfila belegt, griechisch als οὐλφιλας oulphilas und, wohl mit sekundärer Dissimilation, als οὐρφιλας ourphilas und syrisch als ʾurufilʾ. Als gotische Ausgangsform wird zumeist *Wulfila (*𐍅𐌿𐌻𐍆𐌹𐌻𐌰), Diminutiv zu wulfs ‚Wolf‘, angenommen. Knut Schäferdiek setzt dagegen *Ulfila als die wahrscheinlichere Lautgestalt an, weil sie der Schreibung im von seinem Schüler Auxentius festgehaltenen Glaubensbekenntnis Wulfilas genauer entspreche; der Schwund des anlautenden w im Zweitglied zusammengesetzter Personennamen ist in anderen germanischen Sprachen (allerdings nicht im Gotischen) wohlbelegt (vgl. Rudolf, Adolf etc.) und könnte leicht in eine davon abgeleitete Koseform übernommen worden sein. Das angebliche Wulfilasiegel – ein 1875 in Korfu entdecktes Petschaft mit der Umschrift ΟΥΡΦΙΛΑ (OURPHILA) – müsse wegen der Schreibung mit r hingegen als Fälschung aufgefasst werden; zudem sei für ein Originalsiegel Wulfilas eher eine lateinische Inschrift zu erwarten.

## Antike Quellen
Als detailreichste Quelle zur Lebensgeschichte Wulfilas gilt ein von seinem Schüler Auxentius von Dorostorum (dem heutigen Silistra in Bulgarien) verfasster Brief zur Vita Wulfilas – von Friedrich Kauffmann unter dem Titel De vita et obitu Ulfilae („Über Leben und Tod Ulfilas“) bekannt gemacht –, der innerhalb der sogenannten Dissertatio Maximini contra Ambrosium eingefügt worden war. Diese wohl im Jahr 383 geschriebene polemisch-apologetische Streitschrift eines „homöischen“ Christen gegen den Bischof Ambrosius von Mailand gibt auch Wulfilas persönliches Glaubensbekenntnis wieder.
Der in der Dissertatio Maximini wiedergegebene Brief des Auxentius porträtiert und stilisiert Wulfila als einen der ersten Streiter kirchlicher Rechtgläubigkeit. Der Beglaubigung Wulfilas dient dabei eine relative Chronologie, die durchgängig Übereinstimmungen der Lebensdaten Wulfila mit denen biblischer Personen aufzuzeigen sucht. In der modernen Darstellungstradition wird häufig auf sie zurückgegriffen. Jedoch ist die christliche Historiographie nicht mit der neuzeitlichen chronologischen Geschichtsschreibung vergleichbar. Die chronologischen Daten der Abhandlung sind zum einen stark politisierend und stimmen zum anderen mit den objektiv überlieferten oder zu erschließenden Daten für Bischof Wulfilas Amtszeit nicht überein. Die Nutzung der chronologischen Daten aus diesem Brief in der Dissertatio ist daher mit Schwierigkeiten behaftet. Die Handschrift der Dissertatio Maximini wurde, mitsamt dem an den Rändern der Handschrift wiedergegebenen Brief des Auxentius, im Jahr 1840 im Codex latinus 8907 der Pariser Nationalbibliothek entdeckt und ist in schlechtem Zustand überliefert.
Als weitere Hauptquelle zur Lebensgeschichte Wulfilas gilt die Überlieferung aus einer griechischen, ‚arianischen‘ Quelle, unter möglichem Einschluss einer Vita Wufilas: die in den Jahren 425 bis 433 entstandene, nur in späteren Auszügen erhaltene Kirchengeschichte des Heterousianers Philostorgios.
Die spätantiken Kirchengeschichten von Sokrates Scholastikos, Sozomenos und Theodoret aus dem 5. Jahrhundert und die Getica des Jordanes aus dem 6. Jahrhundert überliefern wenige Nachrichten zu Wulfila. Die sich teils einander widersprechenden Autoren werden, im Gegensatz zu Auxentius, als Historiographen eingeordnet. Hinzu treten nachgeordnet Isidor von Sevilla mit seiner im 6. Jahrhundert verfassten Historia Gothorum und Walahfrid Strabo im 9. Jahrhundert. Gänzlich unbedeutend ist etwa die Erwähnung Wulfilas in Cassiodors Historia ecclesiastica tripartita.

## Leben
Wulfilas Vorfahren waren in Kappadokien lebende Christen, die im Jahr 257 von Goten verschleppt wurden. Von Wulfila selbst nimmt man an, dass er einen rein gotischen Elternteil hatte, meist wird davon ausgegangen, dass dies der Vater gewesen sei. Sollte es einen nichtgotischen Elternteil gegeben haben, dürfte dies für die Sozialisation des in dritter Generation bei den Goten aufwachsenden Wulfila keine maßgebliche Rolle gespielt haben: Seinen Zeitgenossen galt er als Gote.
Der Reichsbischof von Konstantinopel, Eusebius von Nikomedia, weihte Wulfila 336, spätestens 341 in Antiochia zum „Bischof der Christen im gotischen Land“. Bis 348 war Wulfila missionierend im damaligen Herrschaftsbereich der Terwingen an der unteren Donau tätig. Der einsetzende Widerstand in den Völkern gegen die christlichen Missionierungsversuche vertrieb Wulfila und andere Heidenchristen zu den Römern, die diese in der Provinz Moesia secunda bei Nikopolis im heutigen Nordbulgarien ansiedelten.
In diesem Exil auf dem Gebiet des Römischen Reiches entwickelte Wulfila eine Schrift für das Gotische, das zuvor eine weitgehend schriftlose Sprache war. Lediglich vereinzelte Inschriften und magische Texte wurden bis dahin in Runen festgehalten. Weiterhin entstand unter Leitung von Wulfila eine Übersetzung der Bibel ins Gotische, die sogenannte Wulfilabibel.
Auf der Synode in Konstantinopel zu Beginn des Jahres 360, die in der wissenschaftlichen Literatur teils als Synode der Acacianer (nach dem dort sehr einflussreichen Bischof Acacius von Caesarea), teils als Enkänien-Synode bezeichnet wird, unterzeichnete Wulfila das sogenannte Reichsdogma, dem unter der Regie von Kaiser Constantius II. verabschiedeten und für die Kirche verbindlichen „homöischen“ Glaubensbekenntnis, das einen Kompromiss bieten sollte im jahrzehntelangen Streit um die „richtige“ Trinitätslehre.
Im Jahr 381 versuchte Wulfila vergeblich auf dem Konzil von Konstantinopel die Verurteilung des Arianismus zu verhindern, jedoch erreichte er im zweiten Kanon die Formulierung: „«Die Kirchen Gottes unter den barbarischen Völkern aber sollen nach der Weise regiert werden, die schon unter den Vätern herrschte»... Dadurch wurde der Freiraum geschaffen, in dem der Arianismus ... sich als gotisch-vandalische Stammeskirchen halten konnte.“
Wulfila starb im Jahr 383 direkt nach seiner Ankunft in Konstantinopel, wo Kaiser Theodosius I. eine Synode verschiedener Kirchenparteien einberufen hatte. Er liegt dort begraben.

## Lehre

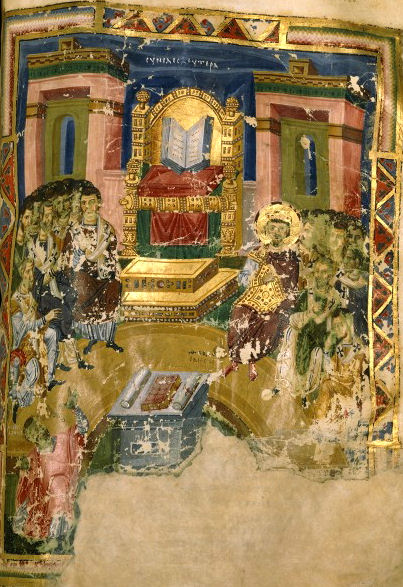
Szene: Erstes Konzil von Konstantinopel, Buchmalerei, Homilien des Gregor von Nazianz (879–882), BnF MS grec 510, folio 355; Teilnehmer am Konzil waren u. a. Acacius von Beröa, Gregor von Nazianz, Maruthas von Sophene und Tagrith, Meletius von Antiochien (Vorsitz), Peter von Sebaste, Wulfila (stirbt direkt nach seiner Ankunft).

Wulfila wird im Rahmen der Synodalgeschichte als Vertreter der homöischen Kirchenparteien bezeichnet. Eusebius, welcher Wulfila zum Bischof geweiht hatte, gehörte zur „origenistischen Mittelgruppe“ der origenistischen Theologie. Entsprechend dürfte Wulfila von dieser Richtung des Christentums geprägt worden sein, aus der sich ab etwa 358 zwei weitere Unter-Richtungen entwickelten, u. a. die Christologie der sogenannten „Homöer“. Wulfila hat dann offenbar typische Bekenntnis-Formeln der Homöer übernommen. Für ihn war Christus der anbetungswürdige „Gott und Herr“.
Die vor allem in der ersten Hälfte des 20. Jahrhunderts besonders im deutschsprachigen Raum verbreitete und in populären Darstellungen gelegentlich immer noch verbreitete Behauptung, Wulfila hätte seine Theologie zwecks leichterer Rezeption unter den Goten an gotische bzw. germanische Kulturtradition angepasst, hat keine wissenschaftliche Basis.

## Rezeption

### Mission
Neben den Westgoten, die geschlossen zum Christentum übertraten, wurden auch die Ostgoten, Vandalen, Langobarden und Burgunden als Folge seiner Tätigkeit christlich. Da die Goten wie andere germanische Gruppen im Römischen Reich als Föderaten und nicht als römische Staatsbürger galten, betraf sie das Häresie-Verbot von Kaiser Theodosius I. in Folge des Konzils von Konstantinopel (381) nicht, bei dem auch die „Homöer“ verboten wurden. Daraus entstanden heftige und langwierige Konflikte zwischen der neuen germanischen Oberschicht und der ansässigen Bevölkerung in den auf römischem Boden neu entstehenden Reichen der Germanen.

### Bibelübersetzung

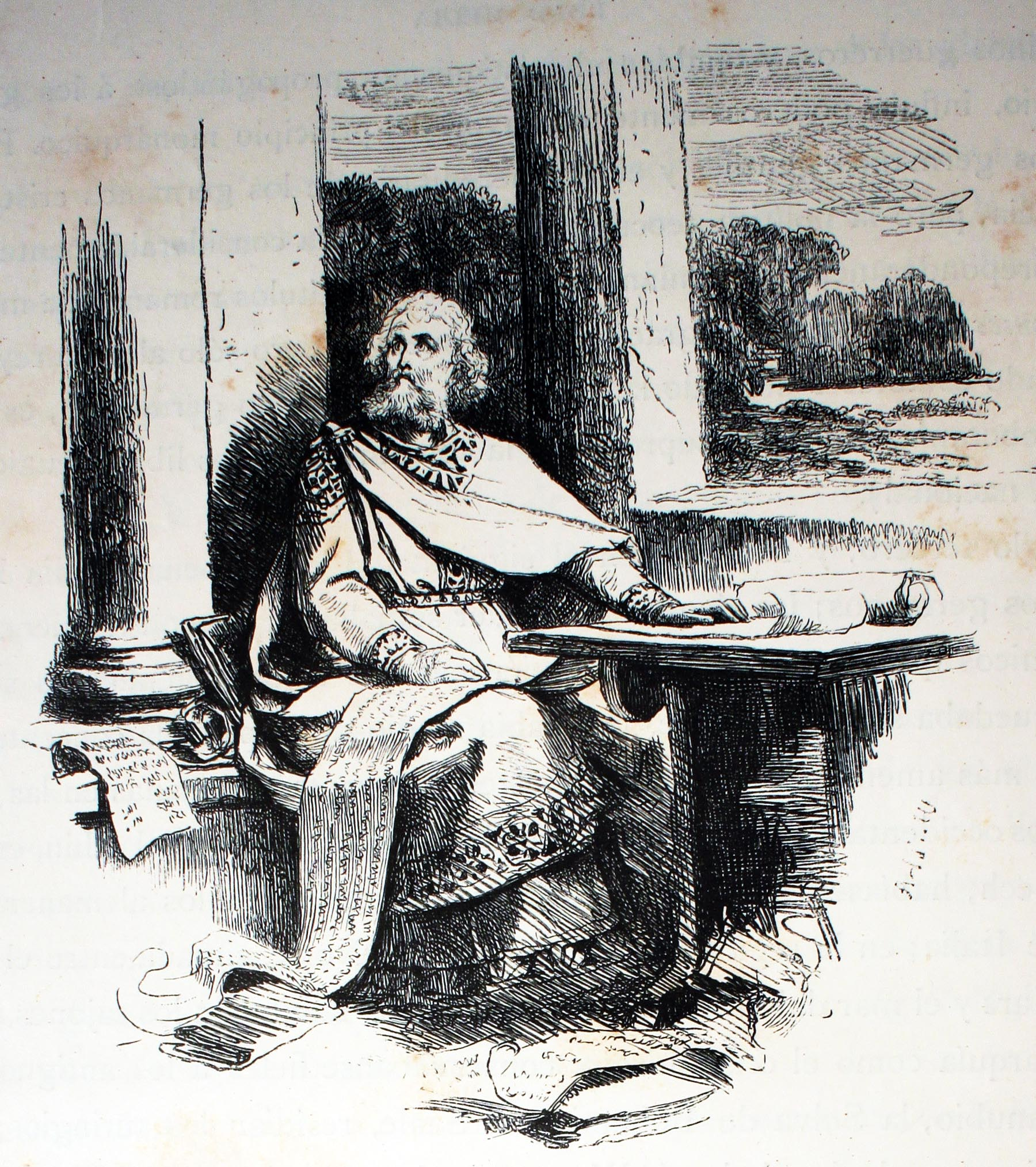
Wulfila übersetzt die Bibel – Illustration nach der Sichtweise von Wilhelm Lindenschmit im Jahr 1879

Die herausragende Leistung Wulfilas ist die Übersetzung der Bibel oder großer Teile davon ins Gotische und die Entwicklung einer gotischen Schrift.
Philostorgios und Sokrates erwähnen unabhängig voneinander Wulfilas Bibelübersetzung. Die Entstehung einer gotischen Schrift erwähnt auch Jordanes. Wulfilas Schüler Auxentius hingegen berichtet nichts von einer gotischen Schrift oder Übersetzung der Bibel. Ihm ging es wohl vor allem darum, Wulfila den lateinischen Geistlichen als Wahrheitszeugen für das homöische Bekenntnis vorzustellen.
Die Bibel wurde als Buch zur Liturgie ins Gotische übertragen, ihre Übersetzung steht damit in einem umfassenderen Zusammenhang. Die antiken Quellen formulieren es zwar nicht direkt, dennoch ist von diesem Zusammenhang auszugehen: Diese Bibelübersetzung muss von der Ausbildung einer gotischen Liturgie begleitet gewesen sein. Von dieser Liturgie zeugt beispielsweise noch die in einer antiarianischen Abhandlung aus dem Wandalenreich des 5. Jahrhunderts überlieferte Gebetsformel froja arme (bibelgotisch frauja armai, „Herr erbarme dich“).
Dazu gehörte zudem die Einrichtung eines Schulbetriebs, um Geistliche für den Einsatz in der gotischen Kirche aufzubauen. Mit der Entwicklung einer gotischen Kirchensprache und der theologischen Festlegung auf das homöische Bekenntnis begründete Wulfila einen gotischen 'Homöerianismus' in den origenistischen Traditionen des spätantiken Christentums. Seine auf (ost-)römischem Boden angesiedelte Gotengemeinschaft war die Keimzelle dieser Ausformung spätantiken Kirchentums. Die Ausbreitung des homöerischen Kirchentums der Goten begann, als nach 369 Fritigern, ein Herrscher eines Teils der Terwingen mit seiner Gruppe sich dem Christentum zuwandte und Kaiser Valens daraufhin eine Mission ins Leben rief, in der sehr wahrscheinlich auch Christen aus der wulfilanischen Gemeinschaft wirkten.

### Alphabet
Die von Wulfila entwickelte gotische Schrift war eine Abwandlung der griechischen Schrift mit einigen lateinischen Buchstaben sowie Runen. Wulfila gab den Goten nicht nur eine neue Schrift, sondern auch neue Wörter (Neologismen, Lehnbildungen), da viele Begriffe der griechischen Sprache im Gotischen nicht existierten. Solche Wortschöpfungen waren mit die früheste Form von kontextualisierter Mission, also der Versuch, christliche Konzepte, wie sie insbesondere durch die biblischen Schriften vorgegeben waren, in Kulturen zu übertragen, denen Derartiges fremd sein musste.
Wulfilas sprachliche Leistungen sind im Zusammenhang mit seinem bedeutendsten Werk zu sehen: Die sogenannte Wulfilabibel ist die früheste Bibelübersetzung in eine germanische Sprache. Sie ist als Abschrift im sogenannten Codex Argenteus erhalten, einer norditalienischen Handschrift aus dem 6. Jahrhundert, die teils mit silbernen, teils mit goldenen Lettern auf Pergament geschrieben ist, das mit der kaiserlichen Purpurfarbe getränkt worden war. Seit 1648 wird der unschätzbar kostbare Kodex in Uppsala aufbewahrt.
Hier das atta unsar („Vaterunser“), um einen Begriff von der Sprache Wulfilas zu bekommen. Wulfilas Übersetzungen christlicher Literatur sollte für nachfolgende Texte in germanische Sprachen stilbildend werden:
atta unsar þu ïn himinam
weihnai namo þein
qimai þiudinassus þeins
wairþai wilja þeins
swe ïn himina jah ana airþai
hlaif unsarana þana sinteinan gif uns himma daga
jah aflet uns þatei skulans sijaima
swaswe jah weis afletam þaim skulam unsaraim
jah ni briggais uns ïn fraistubnjai
ak lausei uns af þamma ubilin
unte þeina ïst þiudangardi
jah mahts jah wulþus ïn aiwins
amen
Das „Vaterunser“ (Mt 6,9–13 ) ist im Codex Argenteus auf den Seiten Ms4verso (erste Zeile) und Ms5recto (Rest) zu finden. Die Abbildung oben gibt eine Stelle aus (Mk 3,26–32 ) wieder, Seite Ms16verso.

## Gedenktag
Die evangelische Kirche feiert seinen Gedenktag am 26. August.
Eine Gedenktafel für ihn befindet sich in der Walhalla in Donaustauf. Ferner ist seit 2005 der Wulfila-Gletscher auf Greenwich Island in der Antarktis nach ihm benannt.